# Lycaena caduca
Lycaena caduca är en fjärilsart som beskrevs av Butler 1875. Lycaena caduca ingår i släktet Lycaena och familjen juvelvingar. Inga underarter finns listade i Catalogue of Life.